# Viry (Saône-et-Loire)
Viry település Franciaországban, Saône-et-Loire megyében. Lakosainak száma 260 fő (2022. január 1.). Viry Martigny-le-Comte, Baron, Charolles, Fontenay, Mornay, Saint-Bonnet-de-Joux és Vendenesse-lès-Charolles községekkel határos.

## Népesség
A település népessége az elmúlt években az alábbi módon változott:
| Lakosok száma | 244  | 251  | 257  | 255  | 256  | 258  | 259  | 260  | 260  |
|               | 2013 | 2015 | 2016 | 2017 | 2018 | 2019 | 2020 | 2021 | 2022 |